# Neurotoxicitet
Neurotoxicitet är en störning i nervsystemet som uppstår efter exponering av naturliga eller konstgjorda giftiga ämnen, som kallas nervgifter. Nervgiftet förändrar den normala verksamheten i nervsystemet. Detta kan eventuellt störa eller till och med döda nervceller, viktiga celler som förmedlar och bearbetar signaler i hjärnan och andra delar av nervsystemet. 
Neurotoxicitet kan bero på exponering för ämnen som används vid kemoterapi, strålbehandling, drog och organtransplantationer samt exponering för tungmetaller som bly och kvicksilver, vissa livsmedel och livsmedelstillsatser, bekämpningsmedel, industriella och / eller lösningsmedel, kosmetika, och vissa naturligt förekommande ämnen. Symptomen kan vara: muskelsvaghet, domningar, minnesförlust, syn, och / eller intellekt, huvudvärk, kognitiva och beteendemässiga problem.